# コーニュ
コーニュ、コーニェ（Cogne フランス語: [kɔɲ] イタリア語: [ˈkɔɲɲe] ）は、イタリア共和国ヴァッレ・ダオスタ州にある、人口約1,400人の基礎自治体（コムーネ）。

## 地理

### 位置・広がり

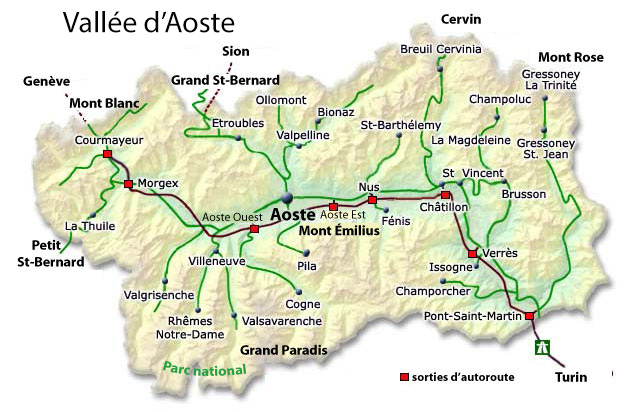
ヴァッレ・ダオスタ州地図

#### 隣接コムーネ
隣接するコムーネは以下の通り。括弧内のTOはトリノ県所属を示す。
- アイマヴィル
- ブリソーニュ
- シャンポルシェ
- シャルヴンソ
- フェーニス
- グレッサーン
- ロカーナ (TO)
- ノアスカ (TO)
- ロンコ・カナヴェーゼ (TO)
- サン＝マルセール
- ヴァルプラート・ソアーナ (TO)
- ヴァルサヴァランシュ

## 行政

### 分離集落
コーニュには、以下の分離集落（フラツィオーネ）がある。
- Boutillères, Champlong, Crétaz, Épinel, Gimillan, Lillaz, Valnontey, Moline, Montroz, Veulla (capoluogo / chef-lieu)